# Glenn Youngkin
Glenn Allen Youngkin (* 9. prosince 1966 Richmond, Virginie) je americký podnikatel a politik, zvolený guvernér státu Virginie. Jeho inaugurace jako 74. guvernéra Virginie se uskutečnila 15. ledna 2022. Youngkin je členem Republikánské strany. V guvernérských volbách ve Virginii v roce 2021 porazil bývalého demokratického guvernéra Terryho McAuliffa.

## Život

### Profesní kariéra
Před vstupem do politiky působil Youngkin ve finančnictví. Pracoval nejprve od roku 1990 do roku 1994 u tehdejší banky First Boston, pak zhruba rok u poradenské společnosti McKinsey & Company. Poté od roku 1995 působil po dobu 25 let ve velké soukromé investiční společnosti Carlyle Group, později se stal jejím generálním ředitelem (CEO).

### Politické působení
V září 2020 Youngkin ze společnosti Carlyle Group odešel a v lednu 2021 oznámil svou guvernérskou kandidaturu. V Republikánské straně se prosadil proti pěti dalším uchazečům o nominaci.